# Sociedad Colombiana de Arquitectos
La SOCIEDAD COLOMBIANA DE ARQUITECTOS - SCA (en adelante “SCA”) una Corporación Civil sin ánimo de lucro, de carácter académico y científico, fundada el 6 de junio de 1934 con Personería Jurídica reconocida mediante Resolución No 135 del 19 de diciembre de 1934 del Ministerio Nacional de Justicia, designada como Cuerpo Consultivo del Gobierno Colombiano según Decreto 1.782 del 8 de junio de 1954, ratificado por la Ley 64 del 28 de diciembre de 1978, miembro fundador del Colegio Máximo de las Academias, según resolución No 5278 del 30 de octubre de 1959 del Ministerio de Educación Nacional. Los nombres y siglas de la SCA son de exclusiva propiedad de esta y solo pueden ser utilizados con autorización previa de la Junta Directiva Na-ional de la SCA. La SCA se organiza y rige por los presentes estatutos y las leyes colombianas. 
La SCA se define como un ecosistema de gestión de intangibles, generador de conocimiento especializado, técnico e idóneo, con localizaciones estratégicas en el universo de la arquitectura, con un alto nivel de relacionamiento. Así mismo, la SCA es un portal de oportunidades de ingreso a mercados nacionales e internacionales. 

## Historia
Desde el momento de su fundación, la SCA viene desarrollando un trabajo constante en torno al tema del ejercicio profesional de la arquitectura. Dentro de los logros obtenidos en tiempo reciente se encuentra el reconocimiento por parte del Estado de la diferencia e independencia de las actividades desarrolladas por la ingeniería y la arquitectura y como consecuencia la creación del Consejo Profesional Nacional de Arquitectura y sus Profesiones Auxiliares, mediante la Ley 435 del 10 de febrero de 1998. 
En nuestra organización hemos tenido el honor de contar como asociados con los arquitectos más reconocidos, influyentes, carismáticos y siempre comprometidos con la excelencia de la práctica en nuestra profesión. Arquitectos con presencia en todo el territorio nacional, con experiencia local en sus territorios y la capacidad de generar cambio e impactos positivos en sus entornos. Una de nuestras mayores ventajas está fundamentada en el trabajo colectivo a través del territorio nacional y presencia en las instancias internacionales donde nuestra arquitectura y nuestro talento humano han sido siempre reconocidos. 
Históricamente la SCA fue la sexta organización de arquitectos creada en Latinoamérica. Con el objeto de testimoniar los sucesos más importantes desde su creación, nos permitimos reseñar los hechos y aportes más importantes durante su existencia, que se mencionan a continuación:

La génesis documentada de la asociatividad de los arquitectos en el país tuvo origen en Antioquia con la creación de la Sociedad de Arquitectos de Medellín en el año 1919, en un principio fundada con los arquitectos Horacio M. Rodriguez, Martin Rodriguez, Enrique Olarte, Dionisio Lalinde, Roberto Florez, Arturo Longas, Felix Mejía Arango y Francisco Laveche.
En 1934, el 6 de junio nace la Sociedad Colombiana de Arquitectos. Se reúnen 9 arquitectos interesados en construir un gremio: “Donde el cambio de ideas fomenta y desarrolla la solidaridad que debe existir entre quienes se dedican a una misma profesión” (Fonseca 2014, p.22). Se asigna el cargo de Director al arquitecto Carlos Martínez Jiménez. Se asigna el cargo de Secretario al arquitecto Roberto Pachón. Se conforma de 7 miembros más: Alberto Manrique Martín, Juan de la Cruz Guerra, Alberto Manrique Convers, Luis Alberto Martínez, Ignacio Martínez Cárdenas, Ignacio Piñeros y Miguel Rosales. (Fonseca 2014, p.24).
1934. 16 de junio. Inauguración de la primera exposición de arquitectura organizada por la SCA, con la presencia del Ministro de Educación, Jaime Jaramillo Arango, el director de la SCA, Carlos Martínez Jiménez y el urbanista Karl Brunner.
1936. Uno de los objetivos principales de la Sociedad Colombiana de Arquitectos, desde su fundación, fue la creación de la primera Facultad de Arquitectura, adscrita a la Universidad Nacional de Colombia, donde se nombró como primer decano al arquitecto Arturo Jaramillo, quien pocos meses más tarde sería reemplazado por Carlos Martínez Jiménez.
1941. Incursiona en la vida profesional la primera promoción de arquitectos graduados en Colombia.
1942. Primer Congreso Nacional de Arquitectura organizado por la SCA en Bogotá donde hubo tres objetivos principales:
1. “Proponer por qué las entidades oficiales correspondientes se preocupan por la codificación y reglamentación de las actividades sobre arquitectura nacional”.
2. “Recomendar al Ministerio de Obras Públicas que presente al Congreso Nacional un proyecto de ley, para la creación de un Instituto o Dirección Nacional de Urbanismo, dependiente de ese Ministerio”.
3. “Recomendar ante el Congreso Nacional para que sea aumentado el capital de las entidades oficiales interesadas en el desarrollo de la vivienda para la clase media, con el fin de atender las solicitudes y necesidades de la misma” (Fonseca 2014, p.31,32).
1943. Se llevó a cabo el II Congreso en Medellín, con el objeto primordial de «estrechar lazos profesionales que, hoy más que nunca, se hacen indispensables frente al desarrollo de todas las actividades nacionales».
1945. Se publica lo que se conoce como el “Plan SCA” en el que se llevó a cabo un estudio del desarrollo vial de Bogotá en el que se propuso el desarrollo de la malla vial para conectar la ciudad de los dos sentidos y en el que se aprovechara el ferrocarril. (Fonseca 2014, p.32).
1946. En el mes de agosto se funda la revista de arquitectura Proa, bajo la dirección de Carlos Martínez Jiménez, quien, con un grupo de arquitectos, consideraron la publicación como la mejor forma de divulgar el credo de la modernidad.
1947. Se realiza la primera visita del arquitecto suizo Le Corbusier a Bogotá, por invitación del alcalde Fernando Mazuera e incentivada desde la SCA, con el fin de elaborar el Plan Piloto de Bogotá. Ese mismo año se funda la Regional SCA Valle.
1948. En abril se lleva a cabo la IX Conferencia Panamericana en Bogotá, para la cual se habían ejecutado importantes obras en la ciudad. Durante el desarrollo de la misma, el 9 de abril, el asesinato del líder liberal Jorge Eliécer Gaitán desencadenó las revueltas y destrucciones que allanaron el camino para el ingreso definitivo de la modernidad a la capital.
1949. Primer concurso organizado por la SCA: Escuela de la Guardia Civil Municipal, en Bogotá. Primer puesto: Obregón y Valenzuela (concurso privado) (Uribe 2015, p.447). 
1950. En el marco del VII Congreso Panamericano de Arquitectos, celebrado en La Habana se conformó La Federación Panamericana de Asociaciones de Arquitectos – FPAA- de la cual hizo parte la SCA. (Arango 2014, p.57). Este mismo año se recibió invitación de la Unión Internacional de Arquitectos – UIA, para que la SCA fuera parte de esta entidad.
1951.  III Congreso Colombiano de Arquitectura. Cali.
1952. A comienzos de la década se adopta la “A” como insignia representativa de la Sociedad Colombiana de Arquitectos, de acuerdo con el diseño de Jaime Arango Sanín. El nuevo logotipo aparece en la revista oficial de la SCA El Arquitecto, en su primer número, publicación de la que se hicieron 35 ediciones entre 1952 y 1968.
1953. En los 50 la SCA se vincula al Consejo Profesional de Ingeniería y Arquitectura (COPNIA), entidad que regía lo concerniente al ejercicio de ambas profesiones.
1953. IV Congreso Colombiano de Arquitectura. Barranquilla.
1954. La SCA crea el Premio Nacional de Arquitectura y se convierte en cuerpo consultivo del Gobierno Nacional para asuntos arquitectónicos lo que le permite tener injerencia sobre las grandes decisiones oficiales sobre arquitectura y la organización de concursos. (Fonseca 2014, p.37).
1954. V Congreso Colombiano de Arquitectura. Bucaramanga.
1956. La SCA revisa y define la reglamentación establecida para la organización de concursos en Colombia. (Fonseca 2014, p.38).
1959. Con el fin de estimular la sana competencia y la participación democrática de los arquitectos, durante la década del 50 se llevan a cabo importantes concursos, tales como el Barrio Los Libertadores en Medellín (1953), la Villa Olímpica de Cartagena (1955), la Urbanización Polo Club en Bogotá (1957) y el Colegio Emilio Cifuentes en Facatativá (1959).
1960. El concurso más significativo, fue el de la remodelación de la Plaza de Bolívar, que se realiza como contribución a la celebración, en 1960, del sesquicentenario del Grito de Independencia. En el mismo resultó vencedor Fernando Martínez Sanabria en asocio con Guillermo Avendaño.
1960. VII Congreso Colombiano de Arquitectura. Medellín. Se funda la Regional Santander.
1962. Se estableció la Bienal Colombiana de Arquitectura, la primera muestra de arquitectura en América y quizás en el mundo, y el primer Premio Nacional de Arquitectura que se entregó: el edificio Ecopetrol en Bogotá, diseñado y construido por la firma de arquitectos Cuéllar, Serrano, Gómez.
La nueva revista Escala, fundada en 1962 por David Serna Cárdenas, dedicó su tercera edición a la primera Bienal de 1962. Las siguientes versiones del evento han sido regularmente presentadas por la misma revista y por Proa.
1962. VIII Congreso Colombiano de Arquitectura. Cali.
1963. Se funda la regional Norte de Santander.
1964. Se expide la Ley 4 de 1964 en la que se establece la obligación legal de realizar concursos arquitectónicos para las obras nuevas de toda entidad oficial o semioficial.
1964. IX Congreso Colombiano de Arquitectura. Bogotá. Se funda la Regional Atlántico.
1965. Se funda la Regional Caldas.
1966. X Congreso Colombiano de Arquitectura. Cúcuta
1967. Se construye el primer edificio sede de la SCA por medio de un concurso convocado por la misma. Este concurso lo ganaron los arquitectos Rogelio Salmona y Luis Eduardo Torres. Edificio Sabana: calle 13 entre carreras 9 y 10 (construcción entre: 1967-1974) (Arango 2014, p.59)
1967. Se funda la Regional Huila y la Regional Bolívar.
1968. Promovido por Gabriel Serrano, en octubre se organizó el XII Congreso Panamericano de Arquitectos en Bogotá, único de su tipo que se ha realizado en Colombia. Se funda la Regional Tolima.
1969. XI Congreso Colombiano de Arquitectura. Santa Marta. Se funda la Regional Meta y la Regional Bogotá y Cundinamarca.
1971. En 1971 la SCA inició la publicación del Anuario de la Arquitectura en Colombia, cuya edición no tenía una vinculación directa con el material presentado en las Bienales. Los Anuarios se publicaron sistemáticamente durante los 13 años siguientes, hasta 1984. Se funda la Regional Risaralda.
1972. Se crea el premio ANTONIO DE LA TORRE MIRANDA. Se propone crear un galardón de ese nombre para los funcionarios municipales, promotores o ejecutores de obras que contribuyan al adelanto de las ciudades en su “servicios públicos, en su presentación estética, en la defensa de sus monumentos o instituciones o con iniciativas en favor de la comunidad urbana”.
1974. Se funda la Regional Córdoba.
1977. Se logra el decreto 106 de 1977 que reglamenta el “Concurso de Méritos” para trabajos de arquitectura en entidades del estado.
1987. La Junta Directiva de la Sociedad Colombiana de Arquitectos, en su sesión del día 27 de febrero de 1987, aprobó el Reglamento de honorarios para trabajos de arquitectura. 
1988. La Junta Directiva en su reunión del día 16 de diciembre de 1988, aprobó por unanimidad las modificaciones hechas al Reglamento de honorarios para trabajos de arquitectura.
1989. el presidente de la República Dr. Virgilio Barco y la ministra de Obras Públicas y Transporte, Dra. Luz Priscila Ceballos Ordóñez, luego de haber surtido todo el trámite normativo de rigor, aprobaron el Decreto 2090 de 1989, que se constituye en la base de liquidación de los honorarios para trabajos de arquitectura y que entre otras cosas contempla que el mencionado reglamento es de forzosa aplicación para todos los profesionales afiliados a la Sociedad Colombiana de Arquitectos y para todos los organismos oficiales y semioficiales del Estado Colombiano. 
1980. Se funda la Regional Sucre.
1984. Cuando la SCA celebró los 50 años de su fundación se publicó un número especial del Anuario con textos históricos, que sería el décimo tercero y último de esta serie. En el evento social de celebración del cincuentenario el entonces presidente de la República Belisario Betancur hizo un cálido reconocimiento de la labor realizada por la Sociedad Colombiana de Arquitectos, a la cual le fue conferida la Cruz de Boyacá.

1986. Se funda la Regional Casanare y la Regional Cauca.
1991. Participación en la redacción del art. 51 de la Constitución Política de Colombia: Todos los colombianos tienen derecho a vivienda digna. El Estado fijará las condiciones necesarias para hacer efectivo este derecho y promoverá planes de vivienda de interés social, sistemas adecuados de financiación a largo plazo y formas asociativas de ejecución de estos programas de vivienda.
1991. Se funda la Regional Chocó.
1993. XXIII Congreso Colombiano de Arquitectura. Bucaramanga. 
1993. Se funda la Regional Caquetá, la Regional Arauca y la Regional Nariño.
1995. Se aprueba el Decreto 2326 DE 1995 "Por el cual se reglamenta la Ley 80 de 1993 en cuanto a los Concursos para la selección de consultores de diseño, planos, anteproyectos y proyectos arquitectónicos, se hace una adición al Decreto 1584 de 1994 y se dictan otras disposiciones".
XXIV Congreso Colombiano de Arquitectura. San Andrés. Se funda la Regional San Andrés.
1998. Trámite de la SCA ante el Congreso de la República para la aprobación de la ley 435 del 20 de Febrero “por la cual se reglamenta el ejercicio de la profesión y sus profesiones auxiliares, se crea el Consejo Profesional Nacional de Arquitectura y sus Profesiones Auxiliares, se dicta el Código de Ética Profesional, se establece el régimen disciplinario para estas profesiones, se reestructura el Consejo Profesional Nacional de Ingeniería y Arquitectura en Consejo Profesional de Ingeniería y sus Profesiones Auxiliares y otras disposiciones”
2000. Se crea la Lonja Inmobiliaria de la SCA. “En desarrollo de la función social de la Arquitectura y dentro del marco del ejercicio profesional, la Sociedad Colombiana de Arquitectos podrá organizar y ofrecer servicios de avalúos inmobiliarios a Entidades Estatales, a la Comunidad, a los particulares en general y organizar y/o formar parte de Lonjas Inmobiliarias”.
2003. XXVIII Congreso Colombiano de Arquitectura. Manizales.
2005. XXIX Congreso Colombiano de Arquitectura. Medellín.
2007. XXX Congreso Colombiano de Arquitectura. Barranquilla.
2009. XXXI Congreso Colombiano de Arquitectura. San Andrés.
2010. En 2010 se lleva a cabo en Medellín la VII Bienal Iberoamericana de Arquitectura y Urbanismo, BIAU, que se realiza en diferentes ciudades de Iberoamérica desde 1998, y cuyo tema en la capital antioqueña fue la Arquitectura para la Integración Ciudadana.
XXII Bienal Colombiana de Arquitectura. Las bienales del último decenio reafirman el compromiso social de los arquitectos colombianos con las necesidades del país. En el evento se premian, por tanto, principalmente las obras y trabajos que contribuyen al mejoramiento de la calidad de vida a través de la buena arquitectura.
2011. En atención a su condición de Cuerpo Consultivo del Gobierno la SCA, es encargada de administrar subsidios del Ministerio de Agricultura y el Fondo Adaptación para la construcción de 6.088 soluciones de vivienda en 14 Departamentos del país con una inversión cercana a los $100.000.000.000.
2011. XXXII Congreso Colombiano de Arquitectura. Cali.
2012. XXIII Bienal Colombiana de Arquitectura. La Bienal celebra los 50 años de su creación en 1962, que conmemora con una edición especial que recoge la memoria del evento.
2013. Se constituye el Colectivo de Estudiantes de Arquitectura, como una estrategia para fortalecer los nuevos liderazgos dentro de la Organización y generar sinergias con la academia.
2013. XXXIV Congreso Colombiano de Arquitectura. Cartagena.
2014. El Fondo Adaptación le solicita a la SCA hacer parte del proceso de reubicación del municipio de Gramalote en el Departamento de Norte De Santander, liderando el concurso de arquitectura para las principales instalaciones dotacionales.
2014. 7° Foro Urbano Mundial –WUF7–, promovido por el Programa de Asentamientos Humanos de Naciones Unidas (ONU-Hábitat) en Medellín.
2014. XXIV Bienal Colombiana de Arquitectura. Bucaramanga. Se celebran los 80 años de fundación de la Sociedad Colombiana de Arquitectos, bajo el lema de “Arquitectura por la Reconciliación” que premió obras de alto contenido social y contó con la presencia del arquitecto español Rafael Moneo.
2015. Se ratifica la importancia de la figura del concurso de arquitectura a través del decreto 1082 de 2015, el cual expresa: (…) “Artículo 2.2.1.2.1.3.8. Definición de Concurso de Arquitectura. El concurso de arquitectura es el procedimiento mediante el cual la Entidad Estatal, previa invitación pública y en igualdad de oportunidades, selecciona un consultor entre los proponentes interesados en elaborar diseños, planos, anteproyectos y proyectos arquitectónicos.”
2015. XXXV Congreso Colombiano de Arquitectura. Bogotá.
2016. El ente Autorregulador Nacional de Avaluadores A.N.A. fue reconocido como ERA, por parte de la SIC, mediante la Resolución n.º 20910 de 2016 y autorizada para operar el Registro Abierto de Avaluadores – RAA.
2015. XXV Bienal Colombiana de Arquitectura. Cartagena.
2018. XXVI Bienal Colombiana de Arquitectura. Cartagena.
2019. La Junta Directiva de la Sociedad Colombiana de Arquitectos Presidencia Nacional, en el marco de sus estatutos y en desarrollo de su plan estratégico considera urgente y necesario contar con un Centro de Innovación y Productividad, cuyo objeto es contribuir al mejoramiento de la competitividad y de la productividad a nivel local, regional o nacional, induciendo la demanda por conocimiento científico, desarrollo tecnológico y/o innovación entre actores clave, así como promoviendo la interacción y el flujo de información entre ellos.
2019. XXXVI Congreso Colombiano de Arquitectura. Barranquilla.
2020. Ante la apremiante situación que vive el país a causa de la pandemia generada por la COVID-19, la Sociedad Colombiana de Arquitectos (SCA) tomó la decisión de reunirse en junta permanente para analizar —junto a expertos en urbanismo y arquitectura, profesionales de otras disciplinas como antropólogos, economistas, historiadores y políticos de diferentes partidos— el comportamiento social en el territorio, la ciudad y la vivienda. Todo ello en el marco de una crisis que abarca la totalidad de un mundo debatido entre mantener paradigmas de probada caducidad o responder a las exigencias de un presente que está develando grandes falencias en su concepción del desarrollo. ¡Resultado de este ejercicio fue la producción del documento denominado como “Manifiesto Ciudad y Territorio!  que se entregó con propuestas concretas al Ministerio de Vivienda.
2020. XXVII Bienal Colombiana de Arquitectura. Por primera vez, se llevará a cabo en formato virtual este evento. Se celebrará del 18 al 28 de noviembre. Sus ejes temáticos son el emprendimiento y la innovación.
2021. XXXVII Congreso Colombiano de Arquitectura. Evento Híbrido.
2022. XXVIII Bienal Colombiana de Arquitectura. Evento Híbrido.
Recoger la historia de la SCA y sus aportes a nuestra profesión, supone una amplia compilación editorial, así que finalmente mencionaremos que en Colombia desde 1575 y a la fecha se han llevado a cabo más de 700 concursos de arquitectura, esto demuestra el enorme potencial que tienen en las instituciones tanto públicas como privadas para garantizar: economía, eficiencia, agilidad, transparencia, calidad, acompañamiento idóneo y selección de la mejor propuesta posible para dar respuestas a la necesidades de la arquitectura y el urbanismo de nuestro país. Este es entonces una de las estrategias a la que le seguiremos apostando para aportar activamente en la generación de mejores espacios, mejores ciudades, mejores territorios y un mejor país.

## Subdivisión
La Sociedad Nacional de Arquitectos cuenta con 27 regionales.

### Regionales
- Sociedad Colombiana de Arquitectos Amazonas
- Sociedad Colombiana de Arquitectos Antioquia
- Sociedad Colombiana de Arquitectos Arauca
- Sociedad Colombiana de Arquitectos Atlántico
- Sociedad Colombiana de Arquitectos Bogotá y Cundinamarca
- Sociedad Colombiana de Arquitectos Bolívar
- Sociedad Colombiana de Arquitectos Boyacá
- Sociedad Colombiana de Arquitectos Caldas
- Sociedad Colombiana de Arquitectos Caquetá
- Sociedad Colombiana de Arquitectos Casanare
- Sociedad Colombiana de Arquitectos Cauca
- Sociedad Colombiana de Arquitectos Cesar
- Sociedad Colombiana de Arquitectos Córdoba
- Sociedad Colombiana de Arquitectos Chocó
- Sociedad Colombiana de Arquitectos Guajira
- Sociedad Colombiana de Arquitectos Huila
- Sociedad Colombiana de Arquitectos Magdalena
- Sociedad Colombiana de Arquitectos Meta
- Sociedad Colombiana de Arquitectos Nariño
- Sociedad Colombiana de Arquitectos Norte de Santander
- Sociedad Colombiana de Arquitectos Quindío
- Sociedad Colombiana de Arquitectos Risaralda
- Sociedad Colombiana de Arquitectos San Andrés Isla
- Sociedad Colombiana de Arquitectos Santander
- Sociedad Colombiana de Arquitectos Sucre
- Sociedad Colombiana de Arquitectos Tolima
- Sociedad Colombiana de Arquitectos Valle del Cauca

## Organización

### Presidentes
| 1934                    |              | Carlos Martínez                  |
| 1935                    |              | Roberto Ancizar Sordo            |
| 1941 - 1943             |              | Carlos Eduardo Pérez Calvo       |
| 1943 - 1945             |              | José Ignacio Gnecco Fallón       |
| 1945 - 1946             |              | Manuel Vengochea                 |
| 1946 - 1947             |              | Jorge Arango Sanín               |
| 1947 - 1948             |              | Hernando Vargas Rubiano          |
| 1948 - 1949             |              | Jorge Gaitán Cortés              |
| 1949 - 1950             |              | José Ignacio Gnecco Fallón       |
| 1950 - 1951             |              | Gabriel Serrano Camargo          |
| 1951 - 1953             |              | Jorge Arango Sanín               |
| 1953 - 1954             |              | Rafael Obregon                   |
| 1954 - 1955             |              | Eduardo Mejía Tapia              |
| 1955 - 1957             |              | Hernando Vargas Rubiano          |
| 1957 - 1958             |              | Gabriel Serrano Camargo          |
| 1959 - 1960             |              | Francisco Pizano de Brigard      |
| 1960 - 1961             |              | Pablo Lanceta Pinzón             |
| 1962 - 1964             | Bogotá       | German Samper Gnecco             |
| 1985 - 1987             | Cali         | Elly Burckhardt de Echeverry     |
| 1987 - 1989             | Bogotá       | Alejandro Sokoloff Moreno        |
| 1991 - 1993             | Bogotá       | German Suárez Betancourt         |
| 1997 - 1999             | Cali         | Sara María Giraldo Mejia         |
| 1999 - 2001             | Manizales    | Jorge Alberto Gutiérrez J.       |
| 2001 - 2003/2003 - 2005 | Bogotá       | Rodolfo Ulloa Vergara            |
| 2005 - 2007/2007 - 2009 | Pasto        | Ricardo A. Navarrete Jiménez     |
| 2009 - 2011/2011 - 2013 | Medellín     | Diego Leon Sierra Franco         |
| 2013 - 2015             | Medellín     | Sara Liliana E. Zamora Sarmiento |
| 2015 - 2017/2017 - 2019 | Cartagena    | Flavio Enrique Romero Frieri     |
| 2019 - 2021/2021 - 2023 | Barranquilla | Alfredo Manuel Reyes Rojas       |